# Little Laver
Little Laver är en by och en civil parish i Epping Forest i Essex i England. Orten har 90 invånare (2001).